# Религия в Науру
Крупнейшие религии Науру
 Науруская конгрегационалистская церковь (35,71 %) Католицизм (32,96 %) Ассамблеи Бога (12,98 %) Традиционные верования Науру (9,50 %) Другие (8,85 %)
Религия в Науру — совокупность религиозных верований, присущих народам Науру. Конституция Науру предусматривает свободу вероисповедания.

## Традиционные верования
Традиционные верования Науру доминировали на острове до конца XIX — начала XX века, когда на остров начали проникать христианские миссионеры. После этого христианство является преобладающей религией на острове. Количество жителей Науру исповедующих традиционные верования составляет 9,5 % и постоянно сокращается.

## Христианство
До прибытия европейцев на Науру жители этого острова придерживались анимизма. В 1888 году на Науру прибыли первые католические и протестантские миссионеры из Германии.
В 1897 году Святой Престол образовал апостольский викариат островов Гилберта, который распространял свою юрисдикцию и на Науру. В 1966 году апостольский викариат островов Гилберта был преобразован в епархию Таравы, которая в 1978 году была переименована в епархию Таравы, Науру и Фунафути. В 1982 году епархия Таравы, Науру и Фунафути была разделена на миссию Sui iuris Фунафути и епархию Таравы и Науру.
Христианство исповедует подавляющее большинство населения Науру. Из них согласно переписи 2002 года, приблизительно две трети являются протестантами, а остальные — католиками. По результатам переписи 2011 года Науруская конгрегационалистская церковь самая крупная из всех конфессий на острове. Её прихожанами является 35,71 % населения Науру.

## Другие религии
Наурийцы китайского происхождения исповедуют конфуцианство и буддизм. Их общее количество составляет около 4 % граждан Науру. Количество индуистов и мусульман и иудеев составляет приблизительно по 0,1 % от всего населения острова.